# Джим Деневан
Джим Де́неван (англ. Jim Denevan; *1961) — американський кухар та художник, що створює тимчасові твори мистецтва завдяки природним об'єктам. Він працює з природними матеріалами для створення масштабних малюнків на піску, кризі та ґрунті. Зазвичай, аби їх спостерігати, потрібна повітряна фото- чи відеозйомка. У березні 2010 року Джим Деневан відвідав озеро Байкал, створивши на його крижаній поверхні найбільший у світі твір мистецтва.
Крім того, він є засновником і організатором всесвітнього мобільного фестивалю кулінарії «Outstanding in the Field».